# Gartnait IV
Gartnait IV mac Donnel roi des Pictes de 657 à 663 La « Chronique Picte » accorde à ce roi un règne de 6 1/2 ans. Les Annales d'Ulster mentionnent simplement sa mort en 663.

## Origine
Marjorie Ogilvie Anderson le présente comme le fils d'un certain Donuel second époux d'une sœur anonyme de Talorgan mac Enfret
Elle estime toutefois qu'il possible que Domnall Brecc soit le père des deux rois Gartnait et Dest mac Domnel Il aurait été porté au trône des Pictes comme roi « subordonné », comme avant lui son prédécesseur Talorgan mac Enfret et ensuite son frère et successeur Drust mac Donnel par le puissant roi de Northumbrie Oswy.

## Règne
Son règne comme celui de son frère correspond, en effet à une période de développement de l' "impérialisme" des Angles, de Northumbrie, appuyés par les Scots partiellement assujettis après les défaites de Domnall Brecc, contre les Pictes et les Bretons du Strathclyde.

## Postérité?
Garnait est peut être le père d'un « fils de roi picte nommé Cano mac Garnait ». Les Annales d'Ulster et le Chronicon Scotorum relèvent que les fils de Gartnait, dont un certain Cano, se rendent de Île de Skye en Irlande . Les Annales de Tigernach les Annales d'Ulster en 688 et le Chronicon Scotorum  en 684 notent le meurtre de Cano qui selon les Annales de Clonmacnoise  serait entré en religion en 683 ce qui est peu crédible.